# Ordine reale norvegese di Sant'Olav
L'Ordine Reale Norvegese di Sant'Olav (Den Kongelige Norske St. Olavs Orden), detto anche semplicemente Ordine di Sant'Olav, è un ordine cavalleresco norvegese istituito da re Oscar I di Norvegia e Svezia il 21 agosto 1847, come un ordine espressamente dedicato al Regno di Norvegia.

## Storia
L'Ordine è dedicato a re Olav II, conosciuto come Sant'Olav. La nobiltà venne abolita in Norvegia nel 1821 e l'unione definitiva tra i due regni norvegese e svedese fu sciolta il 26 ottobre 1905. Poco prima, il 21 gennaio 1904, re Oscar II istituì l'Ordine del Leone di Norvegia quale supremo Ordine del Regno; tuttavia esso non venne mai concesso ai cittadini norvegesi prima dello scioglimento dell'unione dinastica, ma solo ad alcuni membri della Casa reale e alcuni sovrani e capi di Stato esteri quali cavalieri onorari. L'Ordine del Leone norvegese non venne mai più conferito anche se il successore del re Oscar II, Haakon VII, ne rimase formalmente Gran Maestro. L'Ordine di Sant'Olav divenne quindi l'unico ordine cavalleresco norvegese per i successivi ottanta anni, con il Gran Magistero spettante al Re di Norvegia. Esso veniva concesso a quanti si fossero distinti nel servizio al Re e alla patria, o verso l'umanità. Dal 1985, esso può essere concesso unicamente a cittadini norvegesi, con l'eccezione di capi di Stato e regnanti stranieri che ne sono insigniti a titolo onorario.
Il Re di Norvegia convoca una commissione di sei membri per ogni nomina, consistenti in un cancelliere, un vicecancelliere, un tesoriere di corte e un rappresentante della parte nord, centro e sud della Norvegia. Il primo ministro sceglie i membri della commissione e il monarca li approva.
L'Ordine dispone delle seguenti classi di benemerenza con distinzioni tra le categorie civile e militare:
- Gran Croce con Collare
- Gran Croce
- Commendatore con placca
- Commendatore
- Cavaliere di I Classe
- Cavaliere

| Nastri    |                       |              |                         |            |                        |
| Cavaliere | Cavaliere di I Classe | Commendatore | Commendatore con placca | Gran Croce | Gran Croce con Collare |

Dalla sua istituzione l'onorificenza è stata conferita circa 5 000 volte.
Il Re di Norvegia, inoltre, può concedere la Medaglia di Sant'Olav in oro o argento per attività di beneficenza in favore della società, ma tale conferimento non ammette nell'Ordine coloro che ricevono la medaglia.

## Insegne

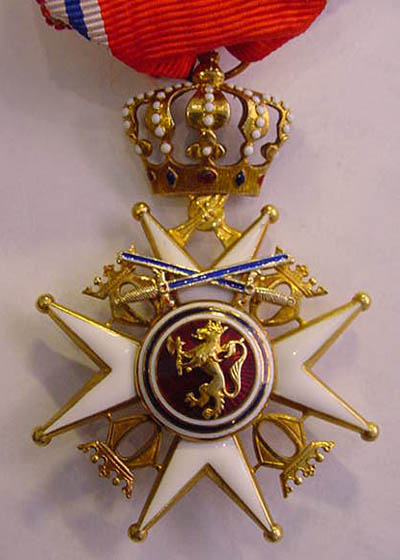

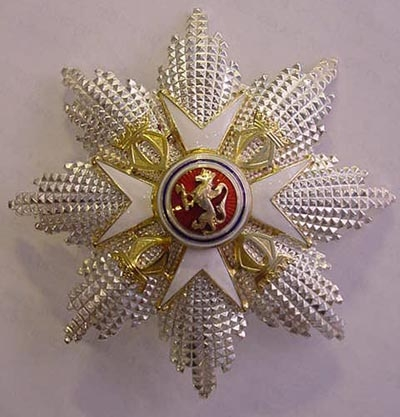
Placca dell'ordine di Sant'Olav

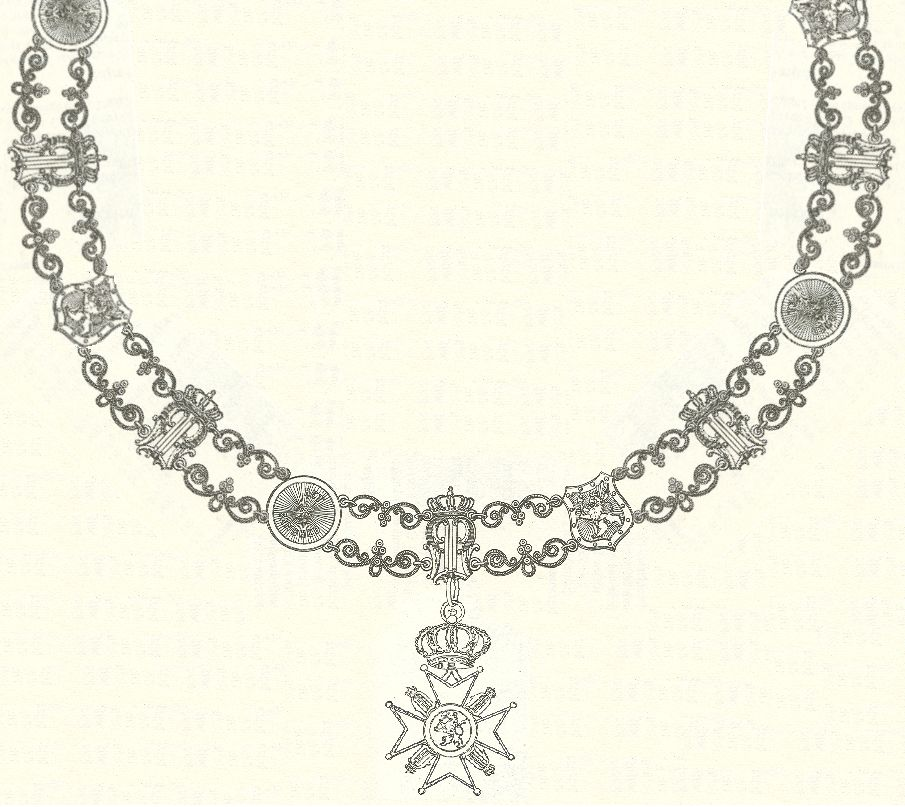
Il collare dell'Ordine di Sant'Olav utilizzato nel 1893

- Il collare dell'Ordine è in oro, con cinque corone smaltate con il monogramma "O" (per "Oscar", il fondatore re Oscar I, ma anche per "Olav"), accompagnate da cinque stemmi della Norvegia e da dieci croci bottonate d'oro con due asce da battaglia incrociate.
- La medaglia dell'Ordine è una croce maltese smaltata di bianco coronata col monogramma "O" tra le braccia della croce. Il disco centrale è smaltato di rosso col leone norvegese in oro con un'ascia da battaglia, mentre sul retro si trova il motto di re Olav "Ret og Sandhed" ("Giustizia e verità"), entrambi i dischi sono attorniati da un anello smaltato di bianco e di blu. L'insegna è sormontata da una corona, mentre la classe militare ha due spade incrociate tra la corona e la croce.
- La stella varia a seconda della tipologia. Quella di Gran Croce è composta da una stella a otto raggi avente l'insegna dell'Ordine sul diritto con una piccola corona alla sommità. La placca da commendatore è invece a forma di croce ottagona con delle "O" tra le braccia e il disco centrale riporta lo stemma norvegese attorniato da una fascia blu e bianca.
- Il nastro dell'Ordine è rosso con una striscia bianca-blu-bianca per ogni lato.

## Insigniti notabili
- Harald V di Norvegia, re di Norvegia Gran Maestro dell'ordine
- Sonja di Norvegia, regina di Norvegia
- Haakon di Norvegia, principe ereditario di Norvegia
- Mette-Marit Tjessem Høiby, principessa ereditaria di Norvegia
- Marta Luisa di Norvegia, figlia di re Harald V
- Astrid di Norvegia, sorella di re Harald V
- Ingrid Alexandra di Norvegia, nipote di re Harald V
- Elisabetta II del Regno Unito
- Filippo di Edimburgo
- Carlo III del Regno Unito
- Andrea, duca di York
- Sirikit Regina madre di Thailandia
- Farah Diba
- Costantino II di Grecia
- Giovanni di Lussemburgo
- Margherita II di Danimarca
- Federico X di Danimarca
- Mary di Danimarca
- Cristiano di Danimarca
- Gioacchino di Danimarca
- Marie Cavallier
- Benedetta di Danimarca
- Carlo XVI Gustavo di Svezia
- Silvia Sommerlath
- Vittoria di Svezia
- Carlo Filippo di Svezia
- Maddalena di Svezia
- Désirée di Svezia
- Cristina di Svezia
- Daniel di Svezia
- Juan Carlos I di Spagna
- Sofia di Spagna
- Beatrice dei Paesi Bassi
- Imperatore emerito Akihito
- Imperatrice emerita Michiko
- Imperatore Naruhito
- Imperatrice Masako
- Alberto II del Belgio
- Paola Ruffo di Calabria
- Abd Allah II di Giordania
- Rania di Giordania
- Husayn ibn 'Abd Allah
- Enrico di Lussemburgo
- Maria Teresa di Lussemburgo
- Guglielmo Alessandro dei Paesi Bassi
- Máxima dei Paesi Bassi
- Margherita dei Paesi Bassi
- Filippo del Belgio
- Mathilde d'Udekem d'Acoz
- Filippo VI di Spagna
- Elena di Borbone-Spagna
- Cristina di Borbone-Spagna
- Sauli Niinistö
- Alexander Stubb
- Sergio Mattarella
- Andrzej Duda
- Guðni Thorlacius Jóhannesson
- Halla Tómasdóttir
- Andrej Kiska
- Aníbal Cavaco Silva
- Horst Köhler
- Heinz Fischer
- Georgi Părvanov
- Kōstīs Stefanopoulos
- Nelson Mandela
- Luiz Inácio Lula da Silva
- Emmanuel Macron
- Arnold Rüütel
- Sebastián Piñera
- Moon Jae-in
- Borut Pahor
- Umberto II di Savoia
- Carlo Azeglio Ciampi
- Vaira Vīķe-Freiberga
- Jacques Chirac
- Tarja Halonen
- Emil Constantinescu
- Ulf Aas
- Lech Wałęsa
- Winston Churchill
- Sonja Henie
- Nils Arne Eggen
- John Willem Nicolaysen Gran
- Anton Fredrik Klaveness
- Lauritz Opstad
- Edvard Munch